# Nemyje svideteli
Nemyje svideteli (ryska: Немые свидетели, fritt översatt: Tysta vittnen) är en rysk dramafilm från 1914 av Jevgenij Bauer.

## Rollista
- Dora Tjitorina – Nastja
- Aleksandr Cherubimov – Nastjas farfar, portvakt
- Aleksandr Tjargonin – Pavel Kostritsyn
- Elsa Kruger – Ellen
- Andrej Gromov – Nastjas fästman
- Viktor Petipa – Baron von Reren
- Pjotr Lopuchin – en granne i huset [5]